# Ross Maxwell Scenic Drive
La Ross Maxwell Scenic Drive est une route touristique du comté de Brewster, au Texas, dans le sud des États-Unis. Elle est entièrement située dans le parc national de Big Bend, où elle traverse les monts Chisos. Elle connecte le croisement dit Santa Elena Junction aux abords du canyon de Santa Elena, où elle rencontre l'extrémité sud de l'Old Maverick Road. Elle dessert notamment le point de vue panoramique appelé Sotol Vista Overlook.